# Rina Matsuno
Rina Matsuno (jap. 松野 莉奈, Matsuno Rina; n. 16 iulie 1998, Tōkyō, Japonia – d. 8 februarie 2017, Japonia) a fost un idol japonez, fotomodel, actriță și cântăreață japoneză. Ea a fost din 2010 membra unei trupei de fete Shiritsu Ebisu Chuugaku, membra trupei Minichia Bears. A murit pe 8 februarie 2017 din cauza unei boli de inimă. Înainte de moartea sa, a postat pe contul ei de Instagram, pe 6 februarie, spunând că s-a întors dintr-o excursie cu familia la Hakone. Cauza decesului: aritmie cardiacă.

## Prezentare generală
- A fost membră în trupe precum: Shiritsu Ebisu Chuugaku și Minichia Bears.
- A fost un model pentru revista de modă pentru femei, numită Larme.
- Ca actriță, a jucat în trei filme: Apartment 1303, Todai și The Joker Games: Escape.
- Numărul ei în trupă a fost 9 și culoarea ei în trupă a fost albastru.
- S-a născut la Tokyo, pe 16 iulie 1998.
- A fost o fană a lui Shuuka Fujii.
- A fost singurul copil, părinții ei fiind bucătari.
- Agenția ei de talente a fost Stardust Promotion.

## Grupuri muzicale
- Shiritsu Ebisu Chuugaku
- Minichia Bears

## Filmografie

### Filme
- Apartment 1303 (2007)
- Tōdai (2008)
- The Joker Games: Escape (2013)

### Reviste
- Soen
- Larme
- Ebi Collection

## Vezi și
- Shiritsu Ebisu Chuugaku
- Minichia Bears
- Stardust Promotion
- Larme